# NGC 2597
NGC 2597 في الفهرس العام الجديد، هو نجم ثنائي، يقع في كوكبة السرطان. اكتشف في 1 يناير 1864 . بواسطة ألبرت مارث .

## روابط خارجية
- NGC 2597 على موقع ويكي سكاي: DSS2, SDSS, GALEX, IRAS, Hydrogen α, X-Ray, Astrophoto, Sky Map, Articles and images